# Roeslerina radicella
Roeslerina radicella är en svampart som beskrevs av Redhead 1985. Roeslerina radicella ingår i släktet Roeslerina och familjen Roesleriaceae.   Inga underarter finns listade i Catalogue of Life.